# 香港生命科學
中民安園控股有限公司，簡稱中民安園控股，以及中民安園（英語：ZMAY Holdings Limited，港交所除牌前：8085.HK），在2008年6月30日，由新醫藥控股有限公司更名而來，並在2012年10月31日更名為「香港生命科學技術集團有限公司」（Hong Kong Life Sciences and Technologies Group Limited）。

## 历史
現時在中國內地經營墓園業務，主要資產則位於山西太原市的「太原五福陵」，以及位於青海西寧市的「西寧鳳凰山公墓」，除此之外，還經營醫藥，以及電子業務。主席為朱漢邦，總裁為盧志強。總部位於香港干諾道中168–200號信德中心西翼27樓2704室。
2020年9月14日，該公司被港交所勒令除牌。

## 外部連結
- ZMAYHoldings.com
- 香港生命科學技術集團有限公司 （页面存档备份，存于）